# أوغسطين لاما
أوغسطين لاما (1902-1988) هو موسيقار فلسطيني، ولد في مدينة الرملة، تلقى تعليمه في مدرسة الفرنسيسكان "السانت سافيور" في القدس. درس الموسيقى على يد أستاذيه الإيطاليين الأب فرابيتشيو والأب أوغستو فاتشيني. في سن الثامنة عشر أصبح العازف الرسمي للأماكن المقدسة على آلة الآرغن. وُصف بأنه أبو الموسيقى الحديثة في فلسطين وباخ فلسطين، ارتبط اسمه بالنهضة الموسيقية في فلسطين وتتلمذ على يده العديد من الموسيقين أمثال يوسف خاشو، سلفادور عرنيطة، وفؤاد نخلة ملص.
في عام 1934 قلده الملك عبد الله ملك الاردن وسام الإستقلال، وحاز على نيشان الإستحقاق الذهبي من قداسة البابا. توفي في التاسع عشر من تموز عام 1988.

## سيرته
أوغسطين بشارة لاما عُين مدرساً في مدرسة الفرنسيسكان، أتقن اللغة الإيطالية والإنجليزية والإسبانية والفرنسية. وسُمي بهذا الإسم نسبة الى إسم القديس أوغسطين الذي يحتفل في عيده في اّب أي نفس شهر ميلاد أغسطين الأعمى. وهو ابن بشارة يوسف أنطون الأعمى ووالدته ماريا جريس الأعمى. درس آلة البيانو في الكونسرفاتوار الوطني للموسيقى في باريس.
ألف قطع كلاسيكيّة غربيّة تُعزف في كثير من كنائس أستراليا ومحطّات إذاعتها، ومقطوعة أُذيعت يوم استقلال شرقيّ الأردن تحيّةً لجلالة الملك عبد الله. وحتى اليوم يُنشد نشيد من عزمنا تستيقظ الشرارة الذي قام بتلحينه ومن كلمات خليل توما في جامعة بيت لحم.
يُشار أن باتريك لاما هو ابنه والذي حصل على شخصية العام الثقافية 2021 من وزارة الثقافة الفلسطينية.